# فرناندو تروپئا
فرناندو تروپئا (ایتالیایی: Fernando Tropea؛ ‏ ۵ مهٔ ۱۹۰۵ – ۷ ژوئیهٔ ۱۹۸۵) تدوین‌گر پُرکار اهل ایتالیا بود.
از فیلم‌های او می‌توان به همچون برگ‌ها، کاستا دیوا، شراره آسمانی، افسانه فاوست و زنجیرهای ناپیدا اشاره کرد.